# Songjiang, Shanghai
Songjiang, tidigare stavat Sungkiang,  är ett stadsdistrikt i Shanghai i östra Kina.
Antalet invånare år 2010 var 1 582 398. Befolkningen bestod av 755 990 kvinnor och 826 408 män. Barn under 15 år utgjorde 9,0 %, vuxna 15-64 år 84 %, och äldre över 65 år 6,0 %.

## Administrativ indelning
Songjiang är indelat i sex stadsdelsdistrikt (jiedao) och elva köpingar (zhen).
Stadsdelsdistrikt:
- Fangsong (方松街道)
- Guangfulin (广富林街道)
- Jiuliting (九里亭街道)
- Yongfeng (永丰街道)
- Yueyang (岳阳街道)
- Zhongshan (中山街道)

Köpingar:
- Chedun (车墩镇)
- Dongjing (洞泾镇)
- Jiuting (九亭镇)
- Maogang (泖港镇)
- Sheshan (佘山镇)
- Shihudang (石湖荡镇)
- Sijing (泗泾镇)
- Xiaokunshan (小昆山镇)
- Xinbang (新浜镇)
- Xinqiao (新桥镇)
- Yexie (叶榭镇)

Område på sockennivå:
- Songjiangs industriområde (松江工业区)